# Europejska Współpraca Polityczna
Europejska Współpraca Polityczna (EWP; ang. European Political Cooperation, EPC) – forma współpracy w ramach polityki zagranicznej państw Wspólnot Europejskich zapoczątkowana na przełomie 1969 i 1970 roku.
Początek EWP związany jest ze szczytem w Hadze z grudnia 1969 roku, gdzie przedstawiona została koncepcja skoordynowania polityk zagranicznych państw członkowskich EWG. W tym celu wyłoniono komitet, na czele którego stanął Étienne Davignon. Zespół ten opracował raport, który zaaprobowany został 27 października 1970 roku. Początkowo nie zdecydowano się jednak na instytucjonalizację EWP - pozostawała ona strukturą nieformalną, mającą oparcie w konsultacjach ministrów spraw zagranicznych z państw EWG. W 1974 EWP zostało podporządkowane Radzie Europejskiej, zaś w 1986, na mocy JAE, EWP uzyskało prawnomiędzynarodową podstawę funkcjonowania. Całkowite zmiany w obrębie polityki zagranicznej zostały wprowadzone w 1993 wraz z Traktatem z Maastricht - ustanowiono wówczas Unię Europejską, której II filarem została Wspólna polityka zagraniczna i bezpieczeństwa.